# 스택리스 파이썬
스택리스 파이썬(Stackless Python) 또는 스태릭스(Stackless)는 파이썬 프로그래밍 언어 인터프리터로, 자체 스택에 대해 C 콜 스택에 의존하지 않기 때문에 이러한 이름이 붙었다. 실제로 스택리스 파이썬은 C 스택을 사용하지만 함수 호출 사이에 스택이 지워진다. 스택리스의 가장 눈에 띄는 기능은 일반적인 운영 체제 스레드와 관련된 오버헤드를 상당 부분 방지하는 마이크로 스레드이다. 파이썬 기능 외에도 스택리스는 코루틴, 통신 채널 및 작업 직렬화에 대한 지원도 추가한다.

## 같이 보기
- 얼랭
- 림보 (프로그래밍 언어)
- Go (프로그래밍 언어)